# Nesillas longicaudata
El zarzalero de Anjouan (Nesillas longicaudata) es una especie de ave paseriforme de la familia Acrocephalidae endémica de la isla de Anjouan, perteneciente a las Comoras.

## Distribución
Se encuentra únicamente en la isla Anjouan, del archipiélago de las islas de Comoras, al norte de Madagascar en el océano Índico.